# Karis församling
Karis församling var en luthersk officiellt svenskspråkig församling i Karis i Finland. Församlingen grundades troligen redan på 1200-talet och delades på språkliga grunder i Karis svenska församling och Karis finska församling år 1977.

## Historia
Karis omnämns som moderförsamling för första gången år 1326, men grundades troligen redan på 1200-talet. Församlingen omfattade till exempel Raseborgs slott som var i bruk mellan 1300 och 1500. Slottet hade eget kapell och egen kaplan. Till Karis församling hörde även Karislojo kapell som grundades år 1531 genom att ansluta delar från både Karis och Lojo. Karislojo blev  moderförsamling först 1614. Snappertuna kapell grundades år 1688 som en bönehusförsamling. Sockenadjunkten fungerade i tjänsten tills domkapitlet beslöt att inrätta en kaplanstjänst år 1809. År 1915 blev Snappertuna en moderförsamling. På Svartå bruk fungerade en egen bruksförsamling i början av 1600-talet. Bruksförsamlingen blev en självständig församling med en egen präst år 1673 och från början av 1900-talet sköttes predikoämbetet från Karis.
År 1977 när Karis köping blev stad delades Karis församling upp i svenska och finska församlingar. Sedan 2015 fungerar Karis-Pojo svenska församling i området.

## Lokaler

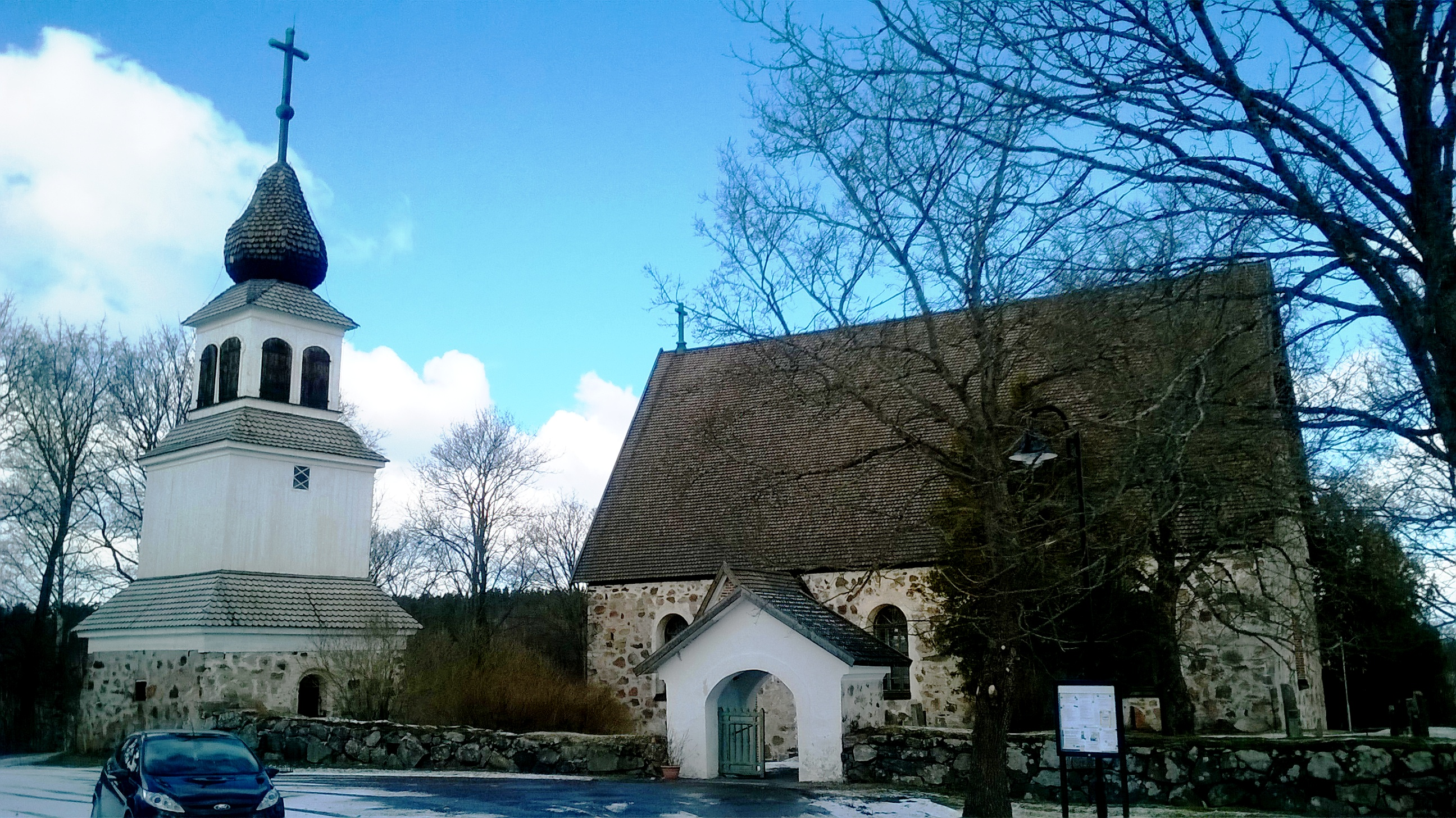
Karis Sankta Katarina kyrka.

- Karis Sankta Katarina kyrka
- Karis stora prästgård
- Karis lilla prästgård